# حل اختلاف
حل اختلاف فرایند حل اختلاف بین دو یا چند طرف درگیری و مخاصمه است.
عبارت حل اختلاف معمولاً به‌جای عبارت حل منازعه نیز به کار می‌رود، اما در واقع `منازعه` عمیقتر و پیچیده‌تر از `اختلاف` است. تکنیک‌های حل اختلاف به کمک حل خصومت بین طرفین اختلاف در میان شهروندان و مردم شرکت‌ها و موسسات و دوستان و دولتها می‌آید.

## روش‌ها
روش‌های حل اختلاف شامل:
- دعوی قضایی (دادخواهی، قضایی)
- داوری
- قانون خانواده مشترک
- میانجیگری
- توافق
- مذاکره
- گره گشایی
- اجتناب